# Un tueur à l'intérieur
Un tueur à l'intérieur est le 4e épisode de la saison 3 de la série télévisée The Walking Dead, classifiée dans le genre des séries télévisées d'horreur post-apocalyptique. L'épisode a d'abord été diffusée sur AMC aux États-Unis le 4 novembre 2012, et a été écrit par Sang Kyu Kim et réalisé par Guy Ferland. Cet épisode marque les dernières apparitions de Sarah Wayne Callies et Robert Singleton qui interprètent les rôles de Lori Grimes et Theodore T-Dog. Deux acteurs principaux de la série. La grande majorité des critiques de télévision ont reçu de façon positive l'épisode, applaudissant ses nuances sombres et les performances des acteurs. Toutefois, quelques commentateurs ont critiqué les stratagèmes narratifs utilisés et la tournure prise dans la série. Un tueur à l'intérieur a été vu par 9.27 millions de téléspectateurs, dont 4,9 % des 18-49 ans lors de sa première diffusion aux États-Unis.

## Synopsis
L'épisode s'ouvre sur un inconnu mettant en place les restes d'une carcasse de cerf afin d'attirer les zombies. Alors que les zombies commencent à suivre la piste, l'individu rompt avec succès la serrure à la porte de la prison à l'aide d'une hache, en plaçant en même temps le cœur de la carcasse à proximité. Le cœur du cerf a été transpercé par une balle, tout comme celle qui a touché Carl. 
Rick Grimes (Andrew Lincoln) discute avec Carol Peletier (Melissa McBride), Daryl Dixon (Norman Reedus), Maggie Greene (Lauren Cohan), Glenn (Steven Yeun), et "T Dog (en)" (Robert Singleton) sur la façon de disposer les cadavres en décomposition ainsi que des autres tâches nécessaires afin de transformer la prison en résidence permanente. Le groupe est abordé par les prisonniers Axel (en) interprété par (Lew Temple) et Oscar (en) interprété par Vincent M. Ward (en) , qui sont visiblement désemparés et plaident leur cause afin de faire partie du clan. Rick, intransigeant, refuse leurs demandes mais consent à un compromis entre les deux groupes. T-Dog sympathise avec les prisonniers et est ouvert à l'idée de les laisser rejoindre le groupe, mais Rick, soutenu par Maggie, Glenn et Daryl, insiste pour que les prisonniers restent dans leur bloc. Axel et Oscar refusent car leur bloc est rempli de corps morts, et la cour où ils avaient prévu de les brûler est remplie de zombies. Rick fait enfermer les deux prisonniers en cellule, avec l'intention de leur donner de la nourriture pour une semaine et de les chasser par la suite.
Michonne, suspecte, examine les véhicules de la Garde nationale récupérés par le gouverneur et ses hommes. Elle remarque de nombreux impacts de balles et détecte des traces de sang dans l'un d'eux. Une fois le gouverneur arrivé, Michonne l'interroge sur les détails de la mort des soldats. Le gouverneur ignore ses questions et tente de la convaincre de rester à Woodbury. Après leur confrontation, Michonne raconte à Andrea son idée de migrer vers la côte.
Hershel (Scott Wilson) fait ses premiers pas après son amputation, aidé par sa fille Beth Greene (Emily Kinney), Lori Grimes et son fils, Carl interprété par (Chandler Riggs). La petite fête du groupe prend fin lorsqu'une horde de zombies envahit subitement la cour de la prison. Le chaos qui suit les oblige à se disperser. Alors qu'il sécurise la porte intérieure de la prison, T-Dog est mordu à l'épaule par derrière. Il s'enfuit dans les tunnels avec Carol. Rick, Daryl, et Glenn se précipitent à l'extérieur des grilles et Glenn se rend compte que la serrure de la porte extérieure est cassée et que ses chaînes ont été coupées, conduisant Rick à croire qu'Axel et Oscar sont responsables. Mais lorsque la sirène de la prison continue son vacarme, attirant toujours plus de zombies, il devient évident que quelqu'un d'autre est responsable du chaos. Oscar explique alors que les générateurs de secours alimentent les alarmes, et les deux groupes décident de collaborer pour les arrêter.
À Woodbury, Andrea indique à Merle Dixon (Michael Rooker) l'emplacement de la ferme d'Hershel. Merle lui demande de venir avec lui afin de retrouver Daryl, mais elle décline la proposition. Au même moment, Le gouverneur refuse que Merle parte chercher son frère, mais se ravise et accepte de l'accompagner s'il obtient des informations plus récentes. Le Gouverneur commence une relation avec Andrea, qui décide de rester à Woodbury pour le moment, malgré la perplexité de Michonne. 
Carol propose son aide à T-Dog, toujours blessé, mais celui-ci refuse, étant donné la nature mortelle de ses blessures. Alors qu'ils se retrouvent bloqués de chaque côté dans un couloir, T-Dog se sacrifie afin de sauver Carol, en fonçant et en immobilisant un groupe de zombies au mur. Terrifiée à la vue de T-Dog se faisant dévorer par les zombies, Carol s'enfuit jusqu'à un autre couloir et s'y cache. De l'autre côté du bâtiment, le travail de Lori a commencé alors qu'elle est assaillie des deux côtés par des zombies. Carl parvient à la retrouver ainsi que Maggie, et tous les trois se réfugient dans la chaufferie de la prison. Cependant, alors que Lori commence à pousser à cause des contractions, elle se met à saigner abondamment. Réalisant alors qu'elle ne survivra pas à la naissance de son enfant, Lori se réconcilie avec Carl et ordonne à Maggie de pratiquer une césarienne, ils comprennent alors que Lori ne survivra pas. Maggie commence la chirurgie, et Lori décède. Le bébé ne respire pas, jusqu'à ce qu'elle tape son dos et que le bébé se mette à crier. Carl lui donne sa veste. Maggie indique à Carl qu'il doit tirer sur Lori afin d'éviter qu'elle ne se transforme en zombie, puis elle vérifie que le couloir est libre. Carl, désemparé, se prépare à la tuer, se rappelant que Rick lui avait dit que l'on était jamais préparé à voir quelqu'un mourir, mais qu'il fallait être prêt lorsque cela arriverait. ( voir épisode Better Angels ) Maggie vérifie que le couloir est vide; un coup de feu retentit et Carl ressort froidement de la chaufferie.
Andrew, interprété par Markice Moore (en), le prisonnier que Rick avait auparavant chassé dans la cour de la prison, remplie de zombies à la suite d'une précédente tentative d'assassinat sur Rick, se révèle être le responsable de l'alarme, quand il attaque Rick par derrière dans la salle des générateurs. Alors que les deux hommes se battent, Daryl sécurise la porte maintenant poussée par des zombies, et Oscar attrape le magnum 357 de Rick. Andrew lui ordonne de tuer Rick, mais Oscar tue le prisonnier à la place. Oscar rend le revolver à Rick, qui éteint les générateurs d'urgences. Glenn et Axel les rejoignent, et sur le chemin du retour les cinq hommes tombent sur le corps de T-Dog et le bandeau de Carol, les menant à la conclusion qu'elle aussi est décédée. Ils se réunissent avec Beth et Hershel dans la cour de la prison. Alors que Rick se prépare à retourner à l'intérieur de la prison et à chercher les autres, Carl et Maggie arrivent avec le bébé. Ne voyant pas Lori avec eux, Rick reste perplexe quelques secondes, avant de réaliser son décès. Glenn réconforte Maggie, perdue, qui tient toujours dans ses bras le bébé. Dévasté, Rick observe Carl, avant de s'effondrer au sol, détruit par l'annonce de la mort de sa femme. 

## Production
| |  |  |
| Callies (à gauche) et Singleton (à droite) font leur dernière apparition en tant que personnages principaux dans l'épisode Un tueur à l'intérieur. |  |  |

"Un tueur à l’intérieur" a été écrit par Kim Sang Kyu. Guy Ferland réalisa l'épisode, sa deuxième participation pour la saison 3 de The Walking Dead. Ferland avait précédemment réalisé l'épisode 3 " Marchez avec moi 
"Un tueur à l’intérieur" marqua les dernières apparitions de Sarah Wayne Callies (Lori) et IronE Singleton (T-Dog) en tant que personnages principaux. Bien que Callies suggéra la mort de Lori à Frank Darabont à de nombreuses reprises, c’est Glen Mazzara (en) qui pris la décision de la tuer. L'équipe de scénaristes décida de révéler cette indication dans la première partie de la saison, afin d'offrir de "nouvelles possibilités" à l’équipe. Mazzara et Callies parlaient peu de la façon dont Lori allait mourir, mais Callies choisit d’attendre la sortie du script avant d’acquérir un plus grand niveau d’introspection, car son personnage "ne sait pas qu'elle va mourir". Elle répéta et modifia le dialogue avec Mazzara pendant deux semaines. Mazzara précisa que certains des ajustements qui avaient été faits n’étaient pas dans le script à l’origine. Callies déclara : "Je pensais que certains dialogues avaient leur place dans ce nouveau script».
Pour se préparer à la scène de son décès, Callies et Ferland regardèrent le film de Stanley Kubrick Full Metal Jacket (1987). Elle aima la performance d’Arliss Howard et qualifia la disparition du personnage comme étant une disparition rapide, « un genre de mort étrange». Callies ne répéta pas la mort de son personnage avec Riggs. Au lieu de cela, la dernière journée leur permis d’acquérir « tant d'émotions dans [leurs] cœurs» qu’ils furent capables de réaliser une performance dure et poignante.
Les producteurs formèrent Cohan à effectuer une césarienne en vue de la scène à tourner. Callies portait un énorme justaucorps ressemblant à un abdomen de femme enceinte ; une prothèse d’abdomen a ensuite été collée sur le costume. Ce processus demanda environ une heure de préparation. À l'intérieur de la prothèse d’abdomen fut ajouté une couche supplémentaire imitant un utérus, qui permit de tenir le fœtus. Un insert fut tourné alors que l'abdomen était éventré, mettant l'accent sur le flux sanguin incontrôlable. Le liquide fut pompé à travers un petit tube attaché à l'avant de la combinaison.
Singleton a été informé sur le sort de son personnage avant le tournage de la troisième saison  et dû éviter d'éveiller les soupçons du public, en particulier pour les fans de T-Dog. Singleton a déclaré à propos de la mort "héroïque" de son personnage : «Quand j’ai lu [le script], j’étais reconnaissant que mon personnage disparaisse comme un héros. J’ai beaucoup apprécié. » 

## Thèmes
Le thème central de « Un tueur à l’intérieur » est la mort. T-Dog se sacrifie pour permettre à Carol de s'échapper, tandis que Lori meurt après une chirurgie improvisée, et Andrew meurt en essayant de tuer Rick. Kirkman voulait que Rick et Carl développe un psychisme différent pendant la saison et la mort de Lori servirait de catalyseur pour le développement des deux personnages. L'angoisse de Rick se manifeste principalement dans la scène finale de l'épisode. Kirkman accepta, proclamant que non seulement c'était inévitable, mais que cela servirait au développement du personnage de Rick.
Sarah Wayne Callies décrit à Tv Line les prises tournées pour la scène et leur importance : " J'ai pensé que c'était génial. J'ai pensé que c'était brillant d'avoir le personnage de Carl fort et froid au premier plan et le personnage de Rick qui s'effondre. Je sais qu'ils ont tourné la scène de différentes manières. Il y avait un tas de différentes idées sur la façon dont la scène pouvait être jouée. Mais c'était beau parce que quelque part, c'était l'apothéose de Carl. C'est le fait que c'est ce jeune garçon qui vient de réaliser un acte à la fois de pitié et de violence [contre] sa mère en sachant pertinemment que son père n'aurait pas été capable de m'aider dans ce moment, et donc il fallait que je sois la plus forte."
Les décès de T-Dog et Lori ont été héroïque car ils soulignent et reflètent leurs vies personnelles. Mazzara a déclaré que le travail de T-Dog, un joueur de football, est devenu évident dans la façon où "il a héroïquement agi comme un défenseur de deuxième ligne et a plaqué ces zombies, même à ses dépens." En ce qui concerne la disparition de Lori, il expliqua que c'est l'accouchement qui a été héroïque : « L'héroïsme d'une femme donnant naissance à un enfant, qui en paye le prix, et qui ne pense qu'à la survie de son bébé, est une histoire touchante, et une histoire qui a eu lieu des millions de fois dans l'Histoire. » Dans son article pour Entertainment Weekly, Darren Franich a mis en relation les différentes facettes de la morte de Lori avec le Livre de Job et a suggéré que cette mort a agi comme un « triple » catharsis pour le personnage. Franich perçu la relation extra-conjugale de Lori avec Shane Walsh (Jon Bernthal) comme une étant une allusion allégorique au péché originel -un concept chrétien théologique de la damnation- qui devient alors « un Nouveau Testament optimiste et rempli d'espoir » au moment où Lori arrive au terme de sa vie. « Elle était confiante, sans peur, et héroïque, » conclu Franich dans sa critique de "Un tueur à l'intérieur".
Hudson remarqua le (en) [Tribalism|tribalisme] comme étant le maitre mot de "Un tueur à l'intérieur", qu'il a attribué à la réticence de Maggie, Rick, et des autres du groupe à laisser rejoindre Oscar et Axel dans leur clan. Le journaliste du "Los Angeles Times" nota que ces personnages avaient rompu depuis tellement longtemps avec les formes culturelles et sociales de leur ancienne civilisation qu'ils sont revenus à "voyager en petit groupe soudé, à chasser et à amasser tout ce qu'ils trouvaient, et en ce qui concerne tous ceux qui ne font pas partie de leur groupe, à les considérer comme une menace mortelle."

## Taux et notations
La première diffusion de l'épisode attiré 9.27 millions de téléspectateurs, une baisse significative par rapport à l'épisode précédent, qui a atteint 10.51 millions de téléspectateurs. "Un tueur à l'intérieur" a acquis un taux de 4.9 pour les 18 - 49 ans. Malgré la forte diminution des taux chaque semaine, l'épisode a atteint dans cette soirée, le plus fort taux des programmes câblés, devançant largement The Real Housewives of Atlanta et Breaking Amish (en). Au Royaume- Uni, Un tueur à l'intérieur a réuni 893 000 téléspectateurs, le programme le plus visionné de la semaine sur la FOX.

## Réaction critique

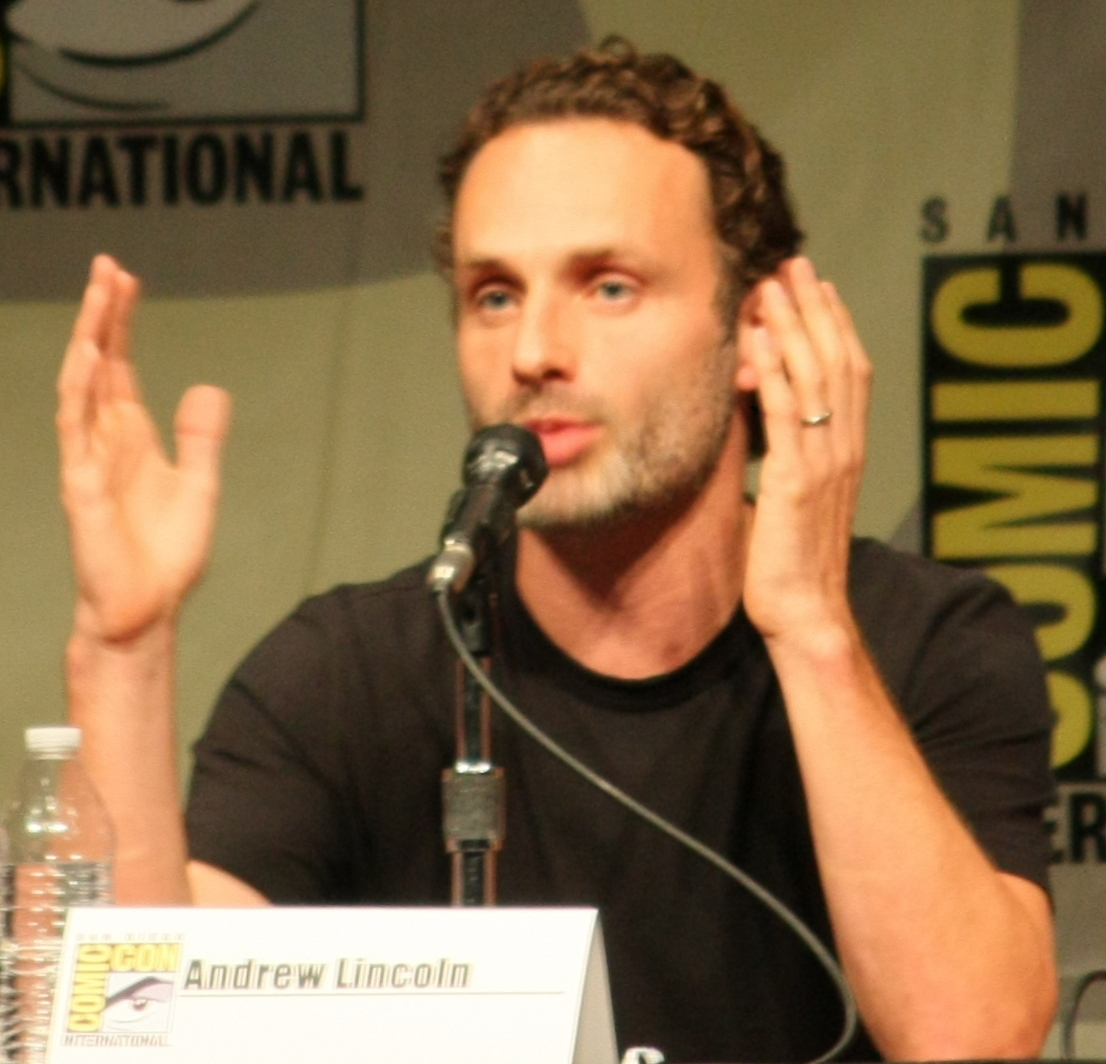
Les commentateurs applaudirent la performance de Lincoln dans cet épisode.

Un tueur à l'intérieur a été salué par les commentateurs du petit écran. La journaliste du département divertissement du Washington Post, Jen Chaney, déclara que "Un tueur à l'intérieur" offrit "le développement le plus bouleversant" de la série jusqu'à ce jour, un sentiment qui fait écho à Nate Rawlings du Times, qui déclara que cet épisode de The Walking Dead constituait le renversement le plus puissant de la série depuis Près du feu mourant. Bex Schwartz donna son avis au magazine Rolling Stone en expliquant que "Un tueur à l'intérieur" était, à ce jour, le meilleur épisode. Maureen Ryan, du Huffington Post, le décrivit comme étant "un épisode d'une heure, tendu et au rythme effréné" avec "une fin incroyablement puissante", alors qu'Eric Goldman d'IGN qualifia l'épisode, noté à 9.5 sur 10, "d'une tension intense [et] sans relâche.
Le sort reservé à Lori et T-Dog a recueilli des critiques favorables de la part des commentateurs télévisuels. Selon le journaliste de HitFix (en), Alan Sepinwall, le moment où Lori et Carl se disent adieux a été l'évènement le plus déchirant depuis la fin de l'épisode de la deuxième saison Déjà plus ou moins mort. La journaliste du Los Angeles Times, Laura Hudson, considéra qu'il s'agissait d'un sinistre départ pour un personnage qui a enduré tellement de coups durs pour des raisons indépendantes de sa volonté. Erik Kain, de Forbes magazine, jugea que la mort de Lori était difficile à regarder, et a été choqué par la mort soudaine de T-Dog, malgré le fait "qu'il n'ait jamais été un personnage de premier plan" de la série. "Bien que ces décès furent durs à regarder, ils m'ont aussi donné foi en la série" déclara Kain. Même s'il déclara que T-Dog était mort "en héros", Michael Rapoport du Wall Street Journal a conclu que "la disparition sanglante de Lori" fut la plus mémorable.
La mort de Lori a été incluse dans le classement des "Moments télévisuels les plus choquants de 2012" du "Huffington Post", et placé dix-neuvième dans l'article du magazine américain Slate, relatant les moments les plus remarquables de la télévision de l'année 2012. Le journaliste Chris Kirk déclara que la scène était "plus que surprenante", et a souligné le fait que les scénaristes avaient séduits les téléspectateurs en mettant en lumière la relation fragile de Lori et Rick.
Certains journalistes-critiques présentèrent des avis négatifs. Ted Pigeon de Slant magazine affirma que, bien que la deuxième moitié de l'épisode contenait les éléments les plus touchants de la série, la méthodologie derrière la narration était "trop apparente". Zack Handlen, de l'A.V. Club, indiqua dans sa critique qu'il avait senti l'épisode "trébucher" dans la façon dont T-Dog et Lori avaient été tués et dans la façon dont la trame de Woodbury, développée précédemment, était déjà connue. Handlen commenta dans sa critique B+ que "tuer T-Dog et Lori avait immédiatement conféré à la série un frisson, mais que cela indiquait aussi qu'il fallait tirer une croix sur deux sources de drame potentiel, sur des personnages qui avaient une histoire dans la série, qu'elle soit minime ou mal développée, mais qui aurait pu être plus approfondie."
Les performances des épisodes de The Walking Dead ont été un sujet fréquent dans les critiques. La prestation de Lincoln a été acclamée par les différents médias, notamment par HitFix (en), Rolling Stone, et Slate,. Pour Goldman, l'effondrement au sol de Lincoln était un comportement "puissant et évocateur" qui incarnait l'essence de la série. En outre, l'auteur de l'IGN félicita Callies, Riggs, et Cohan pour leurs performances dans «Un tueur à l'intérieur". Sepinwall ajouta que Callies "interpréta parfaitement" la représentation d'une mère disant "adieu au fils qui a dû grandir beaucoup trop vite".